# الدمینه
الدمینه (به عربی: الدمینة) یک منطقهٔ مسکونی در سوریه است که در استان حما واقع شده‌است.

## خصوصیات
الدمینه  ۷۵۲ نفر جمعیت دارد.